# Monmouth Castle
Montmouth Castle (walisisch Castell Trefynwy) ist eine Burgruine in Monmouthshire in Wales. Die als Kulturdenkmal der Kategorie Grade I klassifizierte und als Scheduled Monument geschützte Ruine liegt am Westrand der Altstadt von Monmouth auf einer Anhöhe über dem River Monnow.

## Geschichte
Die Burg ist eine der ältesten normannischen Burgen in Wales und wurde vor 1071 von William FitzOsbern zum Schutz von Furten durch den River Monnow und den River Wye erbaut. Nachdem Williams Sohn Roger de Breteuil seine Besitzungen 1075 verloren hatte, fiel Monmouth an William FitzBaderon. Unter FitzBaderons Nachfahren, die sich de Monmouth nannten, war die Burg bis 1256 Mittelpunkt einer anglonormannischen Herrschaft. 1233 war die Burg kurzzeitig während der Rebellion von Richard Marshal erobert worden, der sich am 25. November 1233 vor der Burg mit einer königlichen Armee unter Graf Baldwin of Guines eine blutige Schlacht lieferte. Letztlich scheiterte die Rebellion und Marshal floh nach Irland, wo er 1234 starb. Während des Zweiten Kriegs der Barone wurde die Burg 1264 von Simon de Montfort erobert. 1267 fiel sie wie die Three Castles Skenfrith, Grosmont und White Castle an Edmund Crouchback, einen Sohn König Heinrichs III. Edmund ließ die Burg ausbauen und errichtete die große Halle. Die Burg blieb im Besitz seiner Nachfahren, der Earls und späteren Dukes of Lancaster.

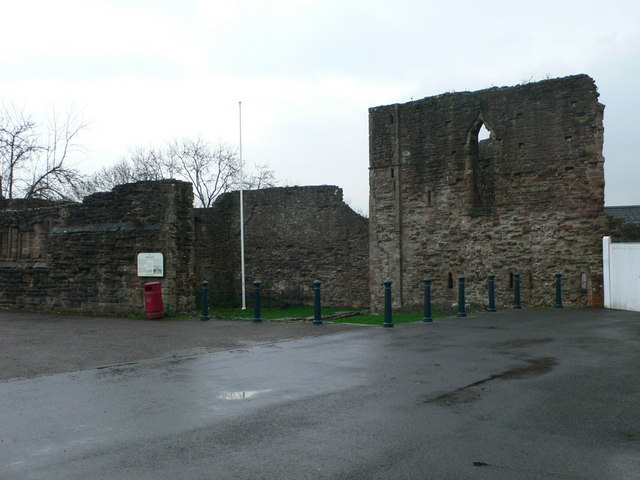
Die Ruine des Great Towers (rechts) und der Halle

Am 7. Dezember 1295 starb Gilbert de Clare, 6. Earl of Hertford in der Burg. Am 16. September 1387 wurde der spätere König Heinrich V. in der Burg, wahrscheinlich im Great Tower, geboren. Mit der Thronbesteigung von Heinrich Bolingbroke, 2. Duke of Lancaster als Heinrich IV. fiel die Burg 1399 an die Krone. König Heinrich VI. ließ im 15. Jahrhundert noch ein neues Torhaus errichten, doch nach dem Ende der Rosenkriege begann der Verfall der Burg, von der nur noch die große Halle als Gerichtsgebäude genutzt wurde.
Während des Bürgerkriegs im 17. Jahrhundert war die Burg umkämpft und wechselte dreimal den Besitzer, ehe sie im Oktober 1645 endgültig von den Parlamentstruppen erobert wurde. Sie ließen 1647 die Befestigungen, darunter die Ringmauer, das Torhaus und den runden Keep abbrechen, so dass davon heute keine Reste mehr vorhanden sind. An der Stelle des Keeps ließ 1673 Henry Somerset, 3. Marquess of Worcester als Lord President of the Council of Wales and the Marches das Great Castle House für sich als Stadtresidenz errichten. Für den Bau des herrschaftlichen Hauses wurde Material des Torhauses und des Keeps verwendet. Nach Somersets Tod diente es im 18. Jahrhundert zunächst als Gerichtsgebäude. Nachdem das Gericht jedoch in die Shire Hall der Stadt umgezogen war, diente das Great Castle House als Wohnung für Justizbeamte, später als Mädchenschule. Seit 1853 wird es als Hauptquartier des Regiments der Royal Monmouthshire Royal Engineers genutzt. Die Seitenflügel wurden 1863 als Kaserne angebaut, der ehemalige Burghof diente als Exerzierplatz.

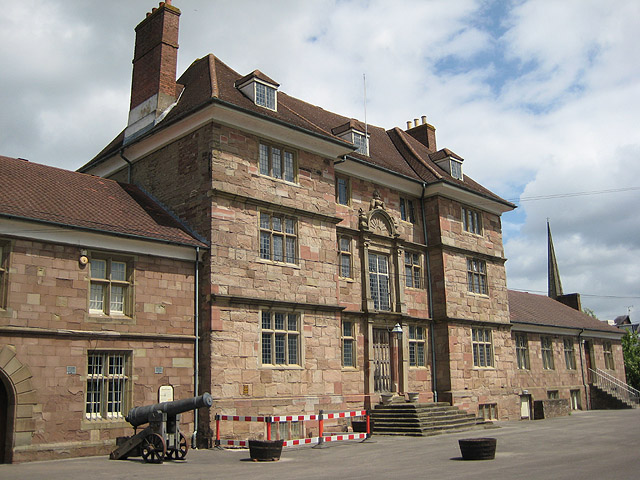
Das Great Castle House

## Anlage
Die einst runde Burganlage war im Norden und Westen vom River Monnow umflossen und im Osten und Süden durch einen Wall und Graben gesichert. Von der einst bedeutenden Anlage sind nur die Ruinen eines Turmes und der Halle im Westen der Anlage sowie Reste der Wälle erhalten. Der einst zweigeschossige Great Tower genannte Turm ähnelt dem rechteckigen Keep von Chepstow Castle, wurde jedoch erst um 1150 errichtet. Um die Mitte des 14. Jahrhunderts wurde er unter Henry of Grosmont umgebaut und erhielt größere Fenster. Seine westliche Mauer war während des Bürgerkriegs unterminiert worden und stürzte schließlich 1647 ein. Die große Halle wurde kurz nach 1267 errichtet. Der große, eingeschossige Bau wurde bis zur Zerstörung während des Bürgerkriegs als Gerichtshalle genutzt. Bis auf die nördliche Mauer sind die Außenwände erhalten.
Die Ruinen des Great Towers und der Halle werden von Cadw verwaltet und können von außen besichtigt werden, Teile des weiteren ehemaligen Burggeländes befinden sich jedoch in Privatbesitz und sind nicht zugänglich. In der ehemaligen Kaserne aus dem 19. Jahrhundert befindet sich seit 1989 ein kleines Museum zur Geschichte der Royal Monmouthshire Royal Engineers und zur Geschichte der Burg, das Great Castle House selbst dient immer noch als Regimentshauptquartier und ist nicht zu besichtigen.